# Alfredo Campanini
Alfredo Campanini (Praticello di Gattatico, 30 luglio 1873 – Milano, 9 febbraio 1926) è stato un architetto e imprenditore italiano, principalmente attivo nella città di Milano.

## Biografia
Emiliano di nascita, il Campanini si trasferisce a Milano nel 1891 per frequentare la scuola per capomastri e l'Accademia di Brera dove si laurea in architettura nel 1896. Nel 1903 sposa la milanese Maria Pinardi, dal cui matrimonio nascono i figli Angelo Raimondo, detto Dino, ed Egidio.
Comincia l'attività di architetto vincendo nel 1900 un concorso per il padiglione delle Poste e Telegrafi per l'Esposizione universale di Milano del 1906; nel 1903 termina la costruzione della chiesa di Santa Maria di Lourdes, nei pressi del Cimitero Monumentale milanese.
Acquisisce notorietà e importanza con la progettazione di alcuni edifici abitativi che rimangono tra le migliori opere dell'architettura Liberty milanese. 
In particolare la Casa Campanini di via Bellini n. 11, progettata nel 1904 e costruita nel 1906, che mostra decorazioni plastiche all'esterno e statue in cemento all'ingresso, e che fu per l'architetto, che ne produsse anche gli interni, una sorta di palestra di sperimentazioni tecniche che costituiscono una interpretazione floreale più vaporosa e morbida dello stile del maestro del Liberty Giuseppe Sommaruga.

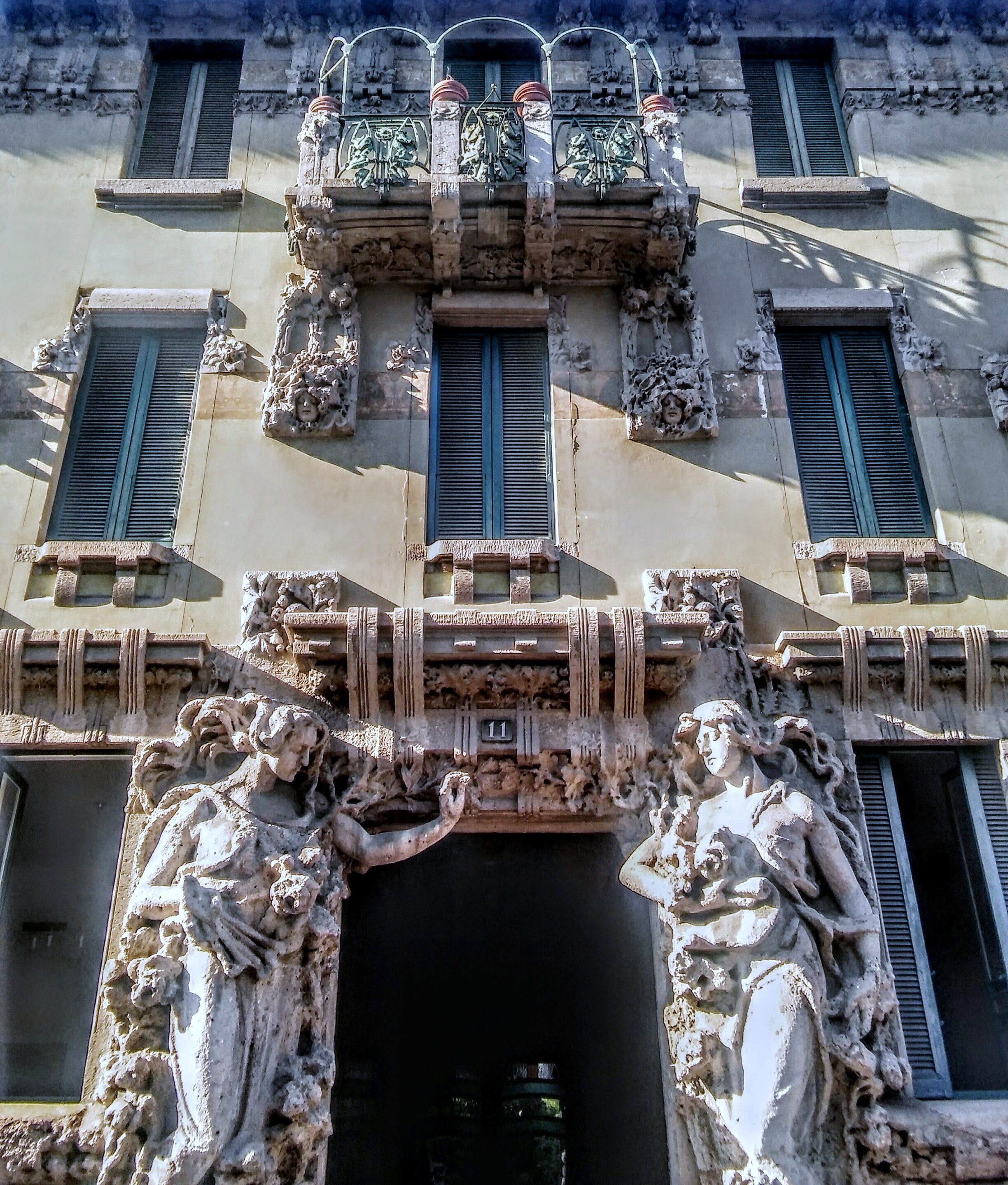
Facciata di casa Campanini, Milano

Dedito a una duplice attività di architetto e di imprenditore edile, riesce difficile definire con chiarezza i contorni della sua opera, soprattutto quella legata alla costruzione dei complessi residenziali della zona del corso Monforte del capoluogo lombardo: Vanno tuttavia segnalate, fra le sue opere più note, Casa Cambiaghi di via Pisacane n. 12 del 1905; la casa Tosi di via Senato n. 28 che, progettata in due versioni a cominciare dal 1906, fu infine realizzata nel 1909 con facciata in pietra ad eccezione dell'ultimo piano in ceramica.
A Cernobbio costruì la villa Bernasconi per l'imprenditore tessile Davide Bernasconi, opera che risulta conclusa già nel 1906.
Realizzò inoltre, sull'onda del successo commerciale ottenuto, edifici alla moda sull'onda dell'eclettismo, popolarissimo agli inizi del Novecento: un esempio ne è l'istituto di San Vincenzo per l'educazione dei deficienti di via Copernico, n. 1 all'angolo di via Galvani, del 1901, in stile neoromanico ed esempio di particolare rigore compositivo con pareti in mattoni, cornici alle finestre in cemento e fasce decorative in piastrelle verdi.
È del Campanini la costruzione del villaggio neomedioevale di Grazzano Visconti (1905), voluta dai Visconti di Modrone accanto al loro castello restaurato in stile dallo stesso Campanini. La casa di corso Monforte n. 32 angolo via Conservatorio, del 1911, ricostruita su un edificio neoclassico, rappresenta invece il passaggio a uno stile neo-rococò, già visibile nella casa Tosi di via Senato.
Campanini morì prematuramente nel 1926, investito dal crollo di un suo edificio in costruzione in viale Umbria a Milano. Riposa in un bel monumento posto nella galleria superiore di ponente del Monumentale di Milano.